# Барли (Сома)
Барли (фр. Barly) насеље је и општина у североисточној Француској у региону Пикардија, у департману Сома која припада префектури Амјен.
По подацима из 2011. године у општини је живело 173 становника, а густина насељености је износила 14,86 становника/km². Општина се простире на површини од 11,64 km². Налази се на средњој надморској висини од 69 метара (максималној 156 m, а минималној 47 m).

## Демографија
| 1962. | 1968. | 1975. | 1982. | 1990. | 1999. | 2011. |
| ----- | ----- | ----- | ----- | ----- | ----- | ----- |
| 243   | 244   | 219   | 193   | 189   | 172   | 173   |

График промене броја становника у току последњих година